# 伊洛波利斯
伊洛波利斯是巴西南大河州的一个市镇。总面积116.481平方公里，总人口4202人，人口密度36.1人/平方公里。